# ماریلین ویلسون-رادرفورد
ماریلین ویلسون-رادرفورد (به انگلیسی: Marilyn Wilson-Rutherford) (زاده ۶ فوریهٔ ۱۹۴۸) خواننده آمریکایی است.فرزندان او کارنی ویلسون و وندی ویلسون هستند.